# Chris Lebeau
Pour les articles homonymes, voir Lebeau.
Joris Johannes Christiaan Lebeau dit Chris Lebeau, né le 26 mai 1878 à Amsterdam et mort le 30 avril 1945 au camp de concentration de Dachau, est un artiste, professeur d'art, théosophe et anarchiste néerlandais.

## Biographie
Chris Lebeau est le quatrième enfant d'une famille de classe ouvrière financièrement pauvre. Son père, Jacques Charles Lebeau, fervent socialiste, travaille comme machiniste ou commerçant. Chris Lebeau aide son père dans sa jeunesse dans la vente du magazine anarchiste Recht voor Allen (« loi pour tous »). Sa mère, Grietje Scholte contribue pour sa part au revenu modeste de la famille en faisant de la couture. Son père, qui a un penchant pour l'alcool, change souvent d'emploi. Chris Lebeau reste toute sa vie abstinent, végétarien, non fumeur, sans boire ni café ni thé.
Il se dit « communiste anarchiste religieux ». Sa croyance religieuse n'est pas basée sur l'anarchisme chrétien, comme les anarchistes hollandais Lodewijk van Mierop (nl) et Félix Ortt, mais sur la sagesse orientale et la théosophie. Son anarchisme se manifeste surtout dans sa personnalité, son attitude et son mode de vie, qu'il a en tout temps aussi bien comme professeur qu'en captivité par les nazis.
Il montre très jeune du talent pour le dessin, suit avec succès entre 1892 et 1895 l'école Quellinus, une école des arts appliqués d'Amsterdam, puis de 1895 à 1899 à l'École d'État des Arts Appliqués à Amsterdam. Dès 1904, il est professeur à l'École des Arts Appliqués d'Haarlem jusqu'en 1914.
Chris Lebeau suit également des cours de dessin à l'école Vahana de la Société Théosophique qui l'influence spirituellement, artistiquement et durablement. 
Lebeau est considéré comme un artiste polyvalent et très productif, c'est un représentant important de l'Art Déco et de l'Art Nouveau néerlandais. Il est reconnu comme spécialiste dans plusieurs domaines, par exemple, comme étant un concepteur designer, céramiste, peintre, artiste de peintures murales, graveur, lithographe, illustrateur, artiste verrier, designer de textile. Le travail de Lebeau est surtout décoratif. Son monogramme est « CLB ».    
En 1904, il est le cofondateur de l'association des artisans néerlandais (VANK).
En plus des peintures de paysages, de natures mortes ou de portraits, Lebeau imagine des dessins damassés pour la fabrique de linge EJF de Tiller à Eindhoven, conçoit des services de verres pour la cristallerie de Leerdam, conçoit des designs et des vases pour la poterie « Amphora » à Oegstgeest et crée des motifs pour papier peint, batik, timbres-poste, affiches, couvertures de livres, ex-libris et décors de théâtre. Il fait également des gravures sur bois.
Il réalise ses premiers batiks dès son diplôme à l'école d'arts appliqués en 1899, lorsque l'architecte TKL Sluyterman lui demande de l'assister dans la décoration du pavillon néerlandais à la Exposition universelle de 1900 de Paris. Lebeau conçoit alors plusieurs panneaux décoratifs dont certains ont été exécutés au batik. Après cette expérience, Lebeau s'est plongé dans le processus de batik, travaillant avec plusieurs artistes expérimentés dans ce domaine pour affiner sa technique. En quelques années, le batik de Lebeau s'expose et obtient des récompenses dans de nombreuses expositions nationales et internationales, dont Turin et Düsseldorf en 1902 et Copenhague et l'Exposition universelle de Saint-Louis en 1904.

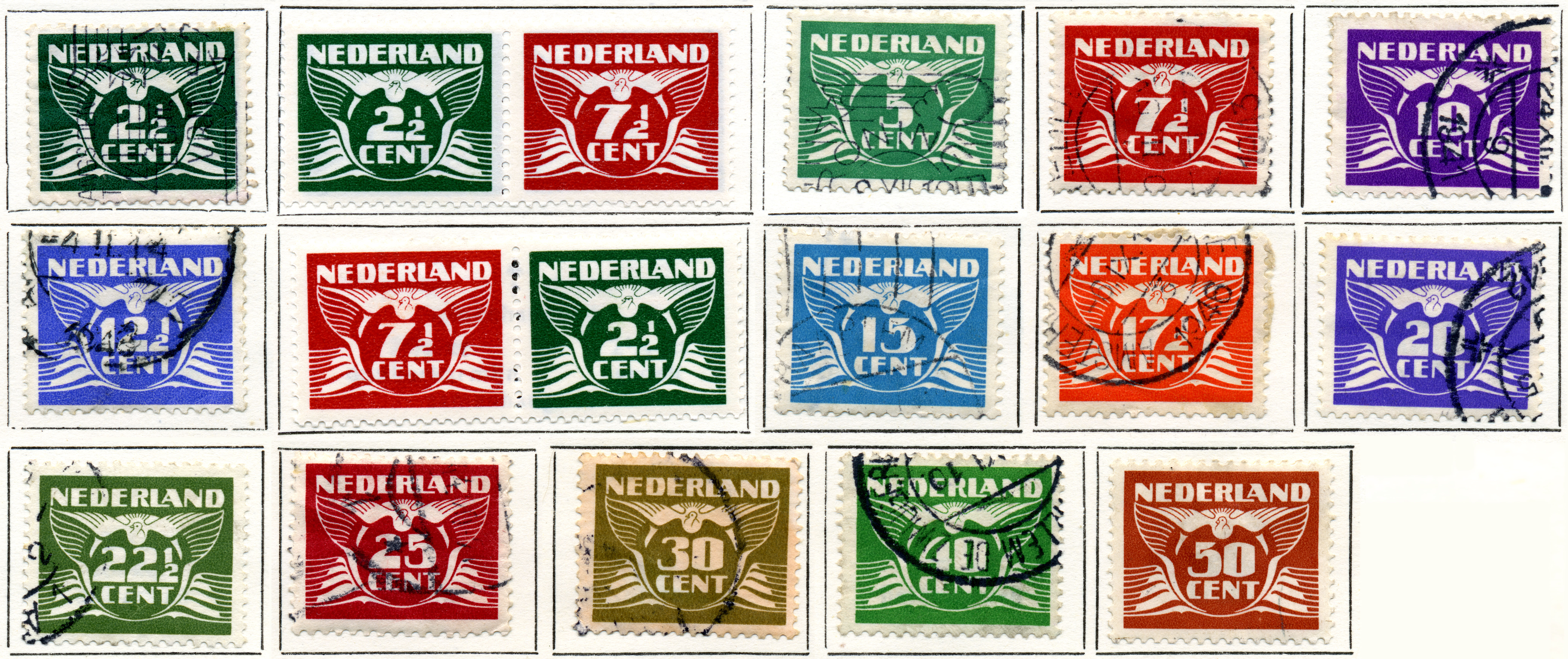
Série de timbres réalisés par Chris Lebeau.

Le 7 mai 1902, il épouse Anna Maria Leverington, avec qui il a une fille. Ce mariage est dissous le 27 février 1919. Lebeau quitte sa femme le 22 juin 1915, quand il emménage avec Nella Augusta Heijting, veuve d'Abraham van der Vies. Celle-ci a déjà une fille et un fils. Cette union libre prend fin en mars 1925. Le 7 mai 1932, il est en union libre avec Maria Sofia Herman. Le 12 novembre 1935, il épouse à Londres Ilse Ruth Voigt. Ce dernier mariage est dissous par divorce le 14 janvier 1937.
Lorsque les nazis sont au pouvoir en 1933 en Allemagne, Lebeau conclut un mariage blanc avec un réfugié juif allemand. À cette époque, il a Sixta Heddema (nl) comme étudiante. Pendant l'occupation, Lebeau et Heddema utilisent leurs connaissances artistiques pour falsifier des documents. Le 3 novembre 1943, Lebeau, sa femme et Heddema sont arrêtés pour avoir aidé des juifs néerlandais. Après un passage au camp de concentration de Herzogenbusch le 24 février 1944, il est transféré le 25 mai 1944 au camp de concentration de Dachau où il meurt d'épuisement dans la nuit du 1er au 2 avril 1945. À sa libération, Heddema lègue son travail à la Fondation des Beaux-Arts. La collection se trouve au Musée Drents à Assen depuis les années soixante-dix. Le Musée exposa ses travaux en 1987.
Le 18 février 1981, le Mémorial de Yad Vashem reconnait Joris Johannes Christiaan Lebeau et Maria Sophia Herman comme « Justes parmi les nations ».

## Quelques œuvres
Peinture
- A portrait of Mies van Galen-van der Velde, huile sur panneau, 20 x 15.5 cm[11]
- Portrait de Sixta Heddema, 1936, Drents Museum[8]
- Self-portrait, 1919[12]

Dessin
- Chat, 1937, crayon, 22 x 19 cm[13]

Lithographie
- De nombreuses lithographies s'échangent toujours sur le marché[14],[15]
- De Magiër, vers 1915, lithographie en couleur, 121 x 84 cm

Gravure
- Coqs stylisés, paire de plaques de marbre gravées, 55 x 40 cm, vers 1920[16]
- Portrait de Ki Hadjar Dewantara, 23 mai 1919, gravure sur bois[17]
- Portrait de N.J. Gerharz, 1914, gravure sur bois signée, 44.8 x 26.2 cm[18]

Illustration
- Affiche de Hamlet de William Shakespeare, To Be or Not To Be par Chris Lebeau, 1914[19] et reprise en lithographie[20]
- Mr. Benk Moret, Ex-libris, 1925[21]

Peintures murales
- Fresque l’Engagement sur le mur de la salle des mariages de l'hôtel de ville d'Amsterdam, 1926[22]
- Les murs de l'ancienne église catholique de Leyde (Pays-Bas), à présent Monument Historique, dont un fragment est intitulé Foi avec la présence de célébrités[23].

## Décoration de Lebeau dans l'égliseFredericus & Odulfuskircheà Leyde

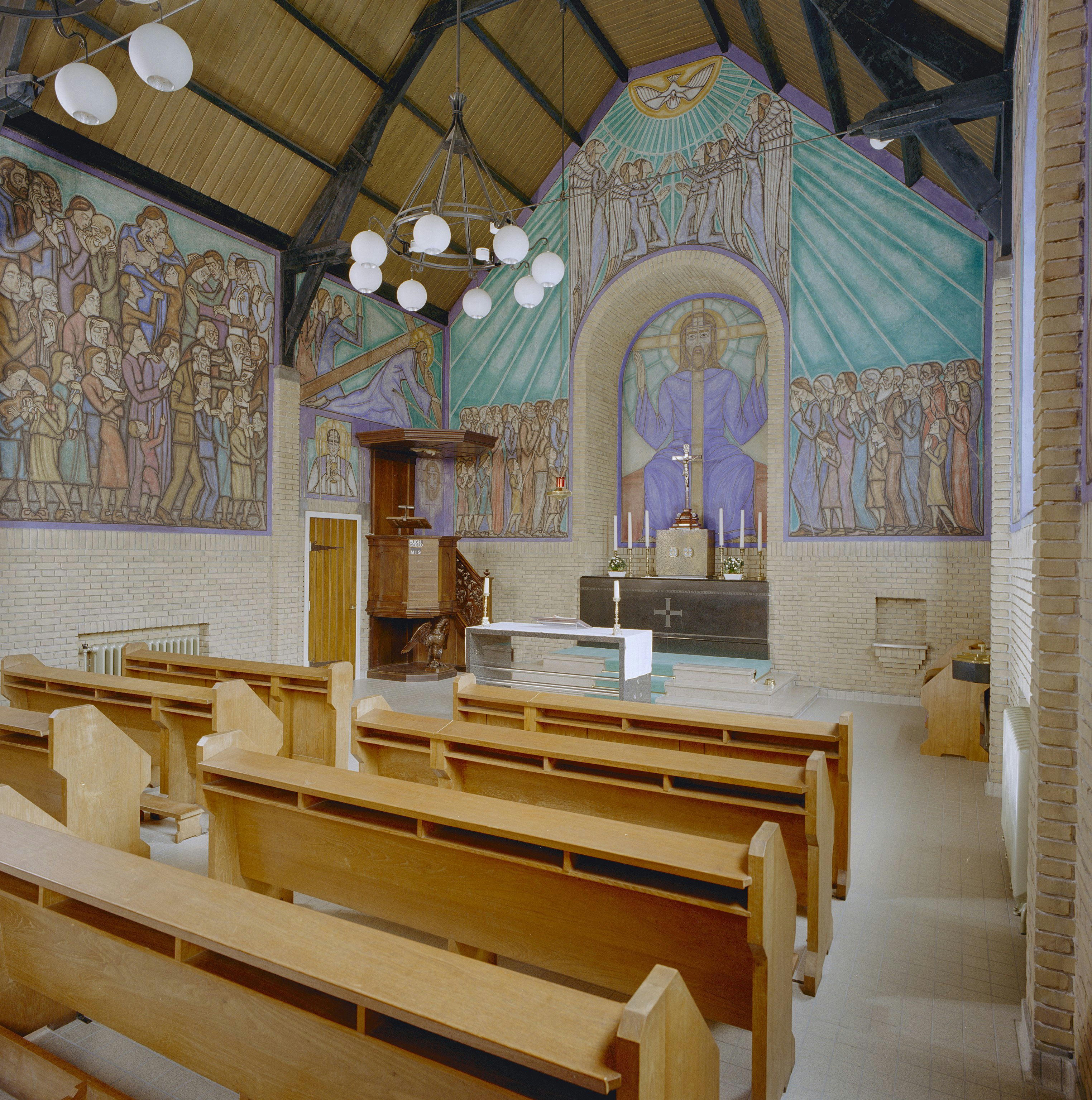
Vue d'ensemble
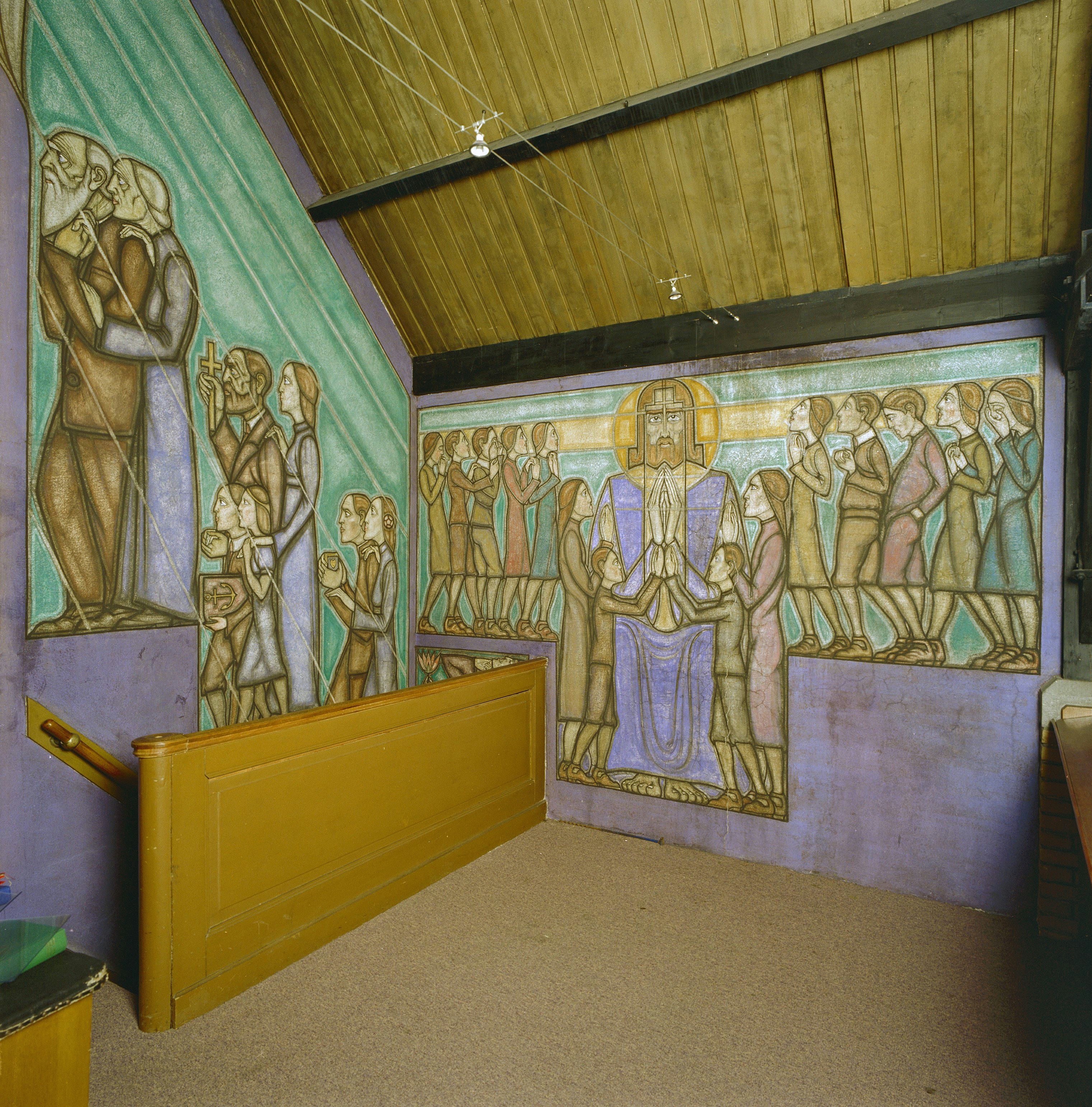
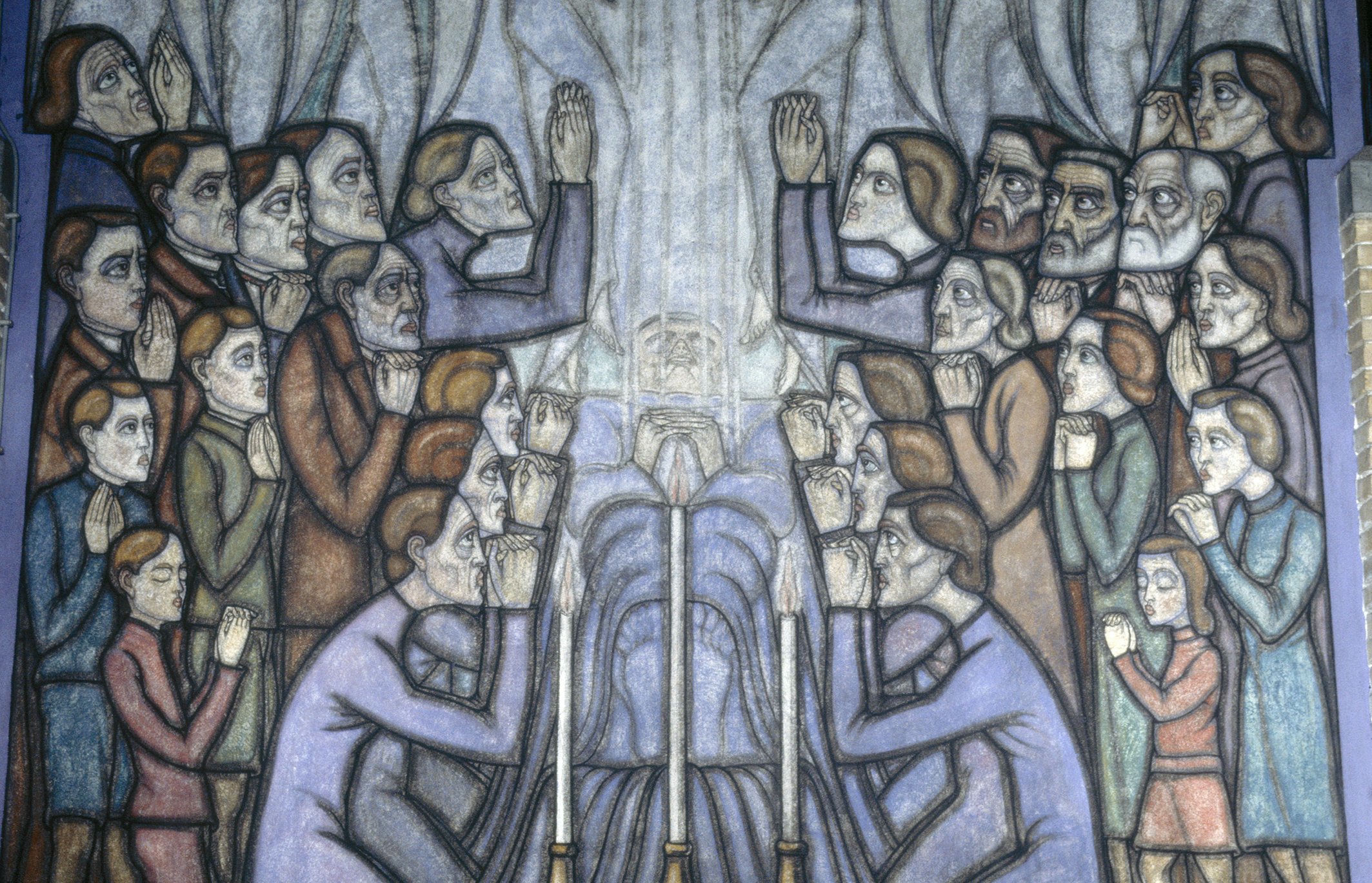
Vitrail
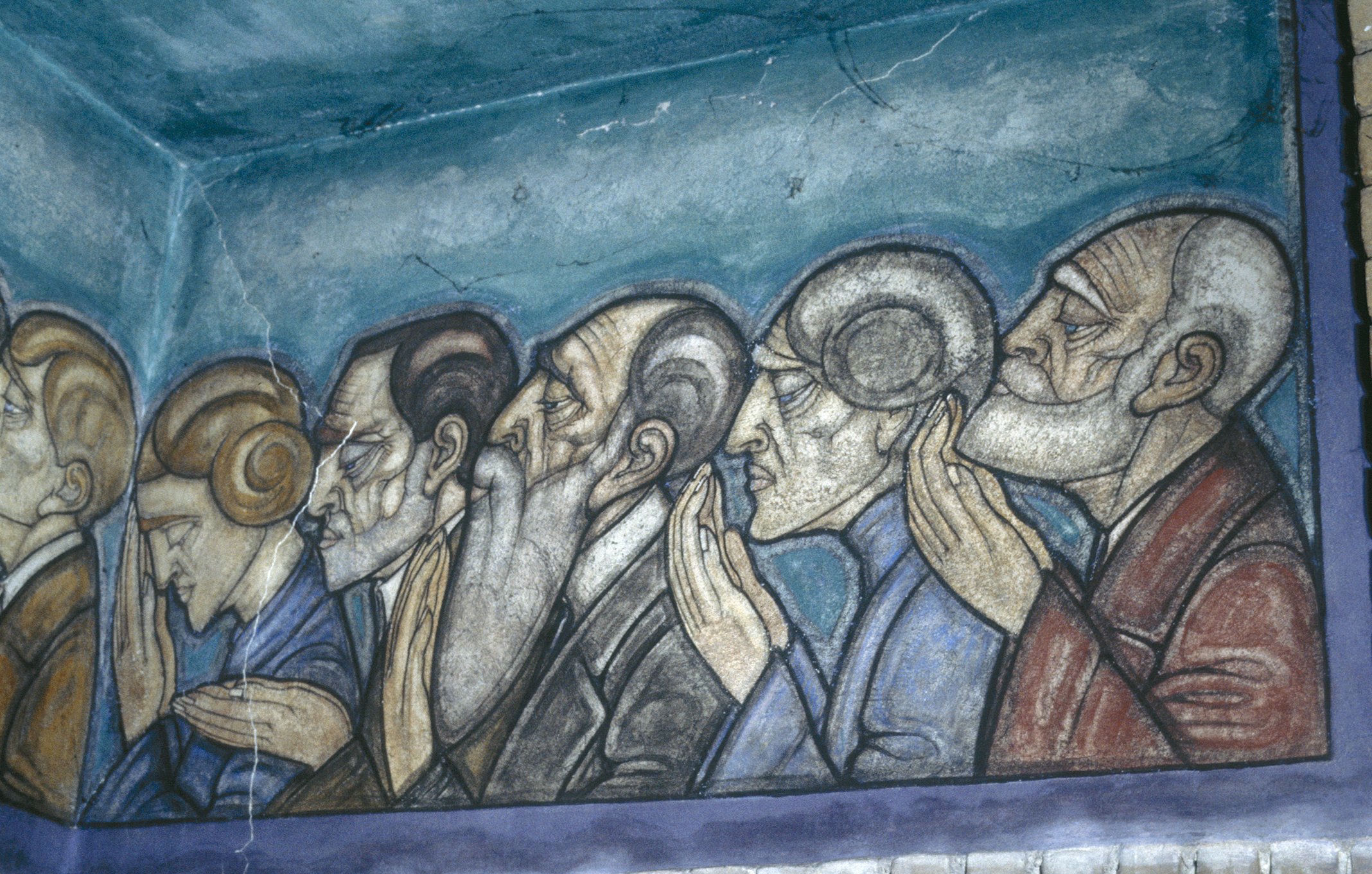
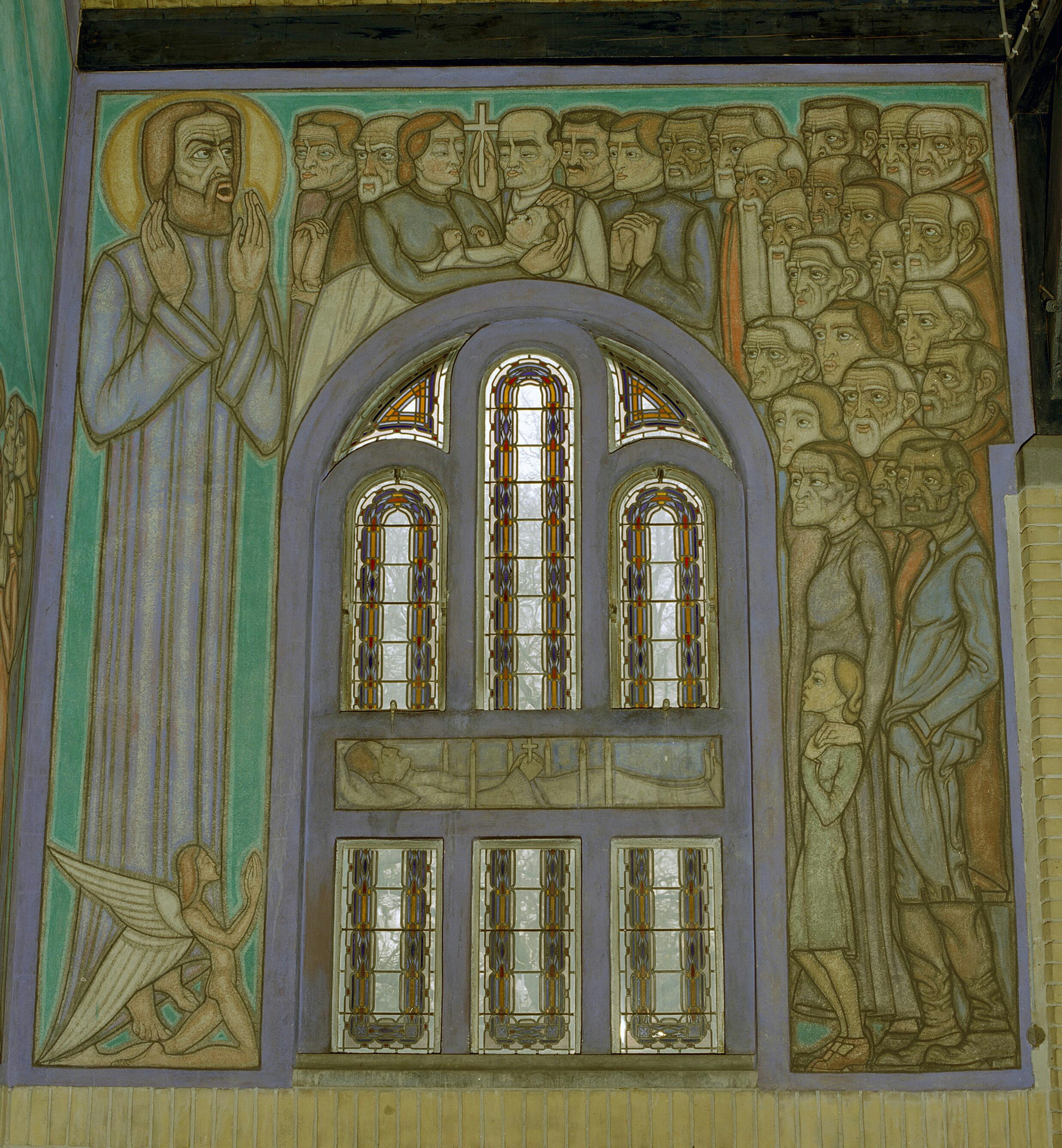
Apôtre Mathieu
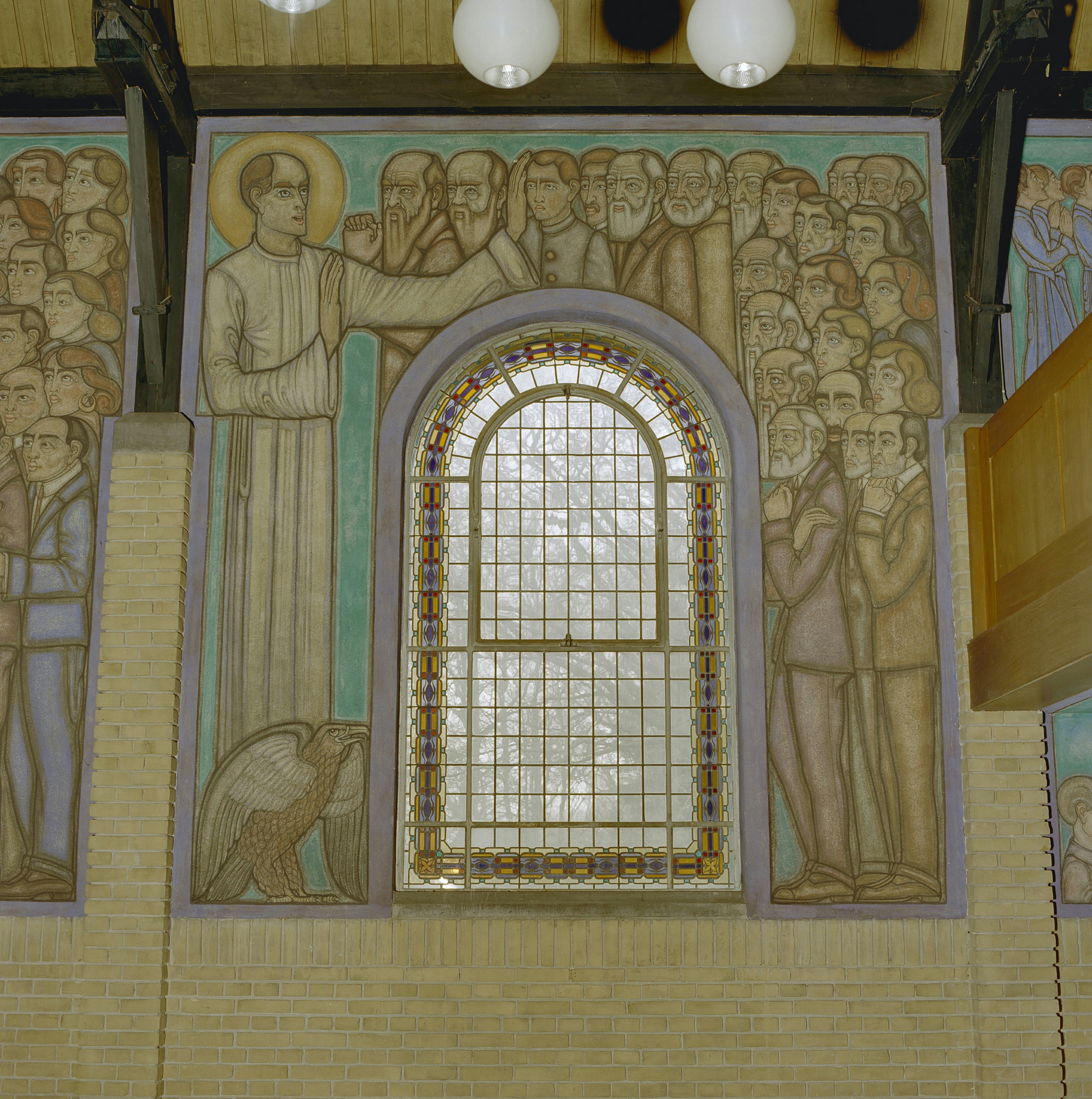
Apôtre Jean

Dessin textile
- Couverture du roman de Louis Couperus De Stille Krach en batik par Chris Lebeau installé à Java[24], 1900[25]
- Ensemble de trois études pour panneaux de batik, attribué à Chris Lebeau, vers 1903, Sotheby's[7]
- Six designs damassés, Butterfly (1905), Peacock (1908), Apple (1910), Tomato (1926), Refraction (1932) et la nappe colorée Margotje (1930), sont toujours d'actualité[26]
- Revêtement mural en damassé à motifs, lin, 1911-1915, Rijksmuseum[27]
- Design Visschen en Jacquard, 1926, base d'un dessin de linge de table, TextielMuseum[28]

Vitrail
- Conception de vitraux, à partir de 1917, les fenêtres de l'ancien hôtel de ville à Amsterdam en sont un excellent exemple[3]
- Détail d'un vitrail de la salle des mariages d'Amsterdam représentant un mariage en tenue contemporaine[29]

Timbre-poste
- Collection Flying Dove (1924) conçue par Lebeau pour faire référence aux pigeons voyageurs, utilisée en 1940 avec des motifs guillochés de Jan van Krimpen en surimpression[30]

Verrerie, poterie
- Vase KO 737 Leerdam, 1925, 40,7 cm de hauteur, 24,6 cm de circonférence, collection privée[31]
- Vase Art Déco à collier extra large, design de Chris Lebeau, réalisé par la manufacture Moser, Bohème, 1927[32]
- Vase moulé soufflé en forme de trompette, en verre jaune-vert, gravé à l'acide, avec le monogramme Lebeau-Leerdam, 1925, British Museum[33]

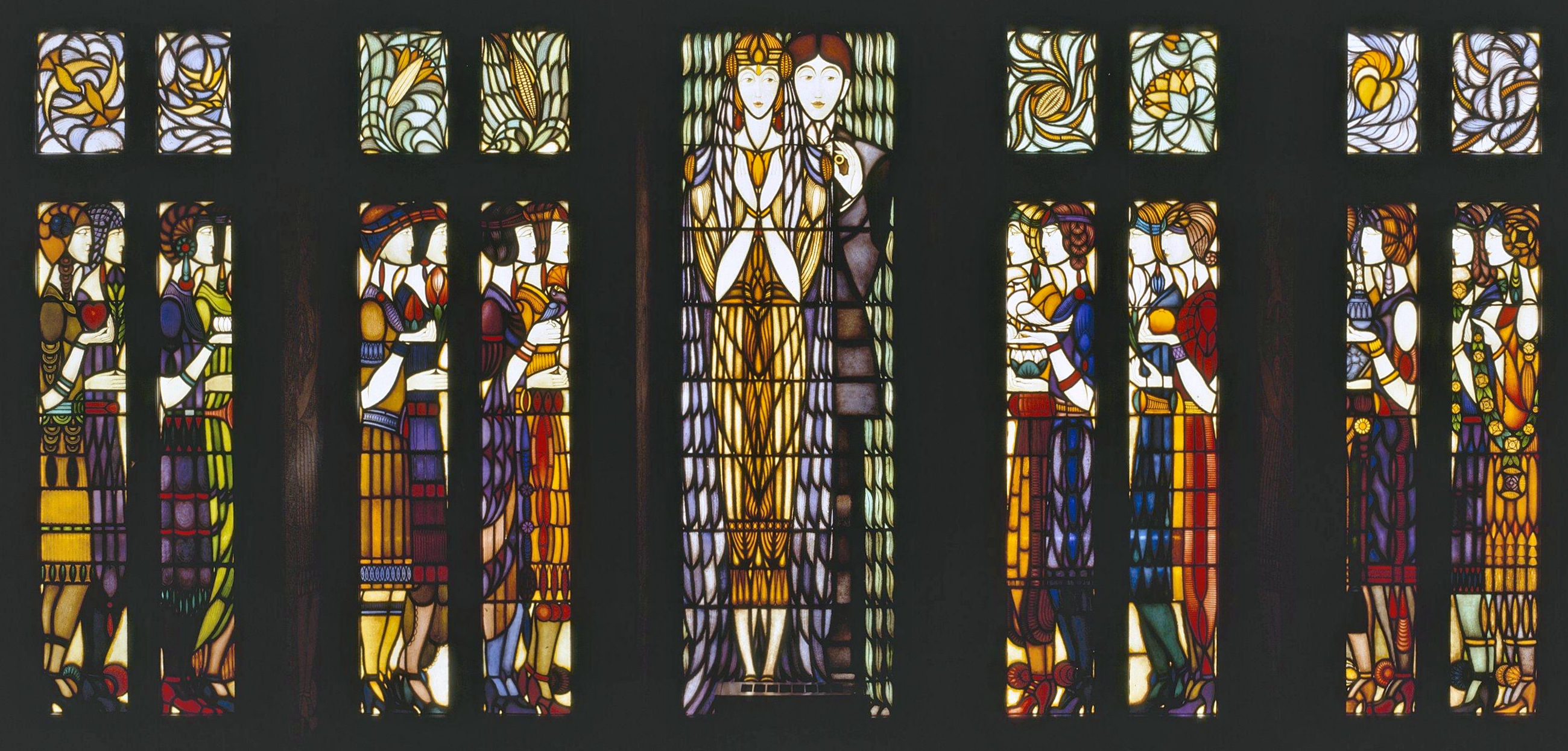
Vitrail en cristal de Loodram, 1927, salle des mariages
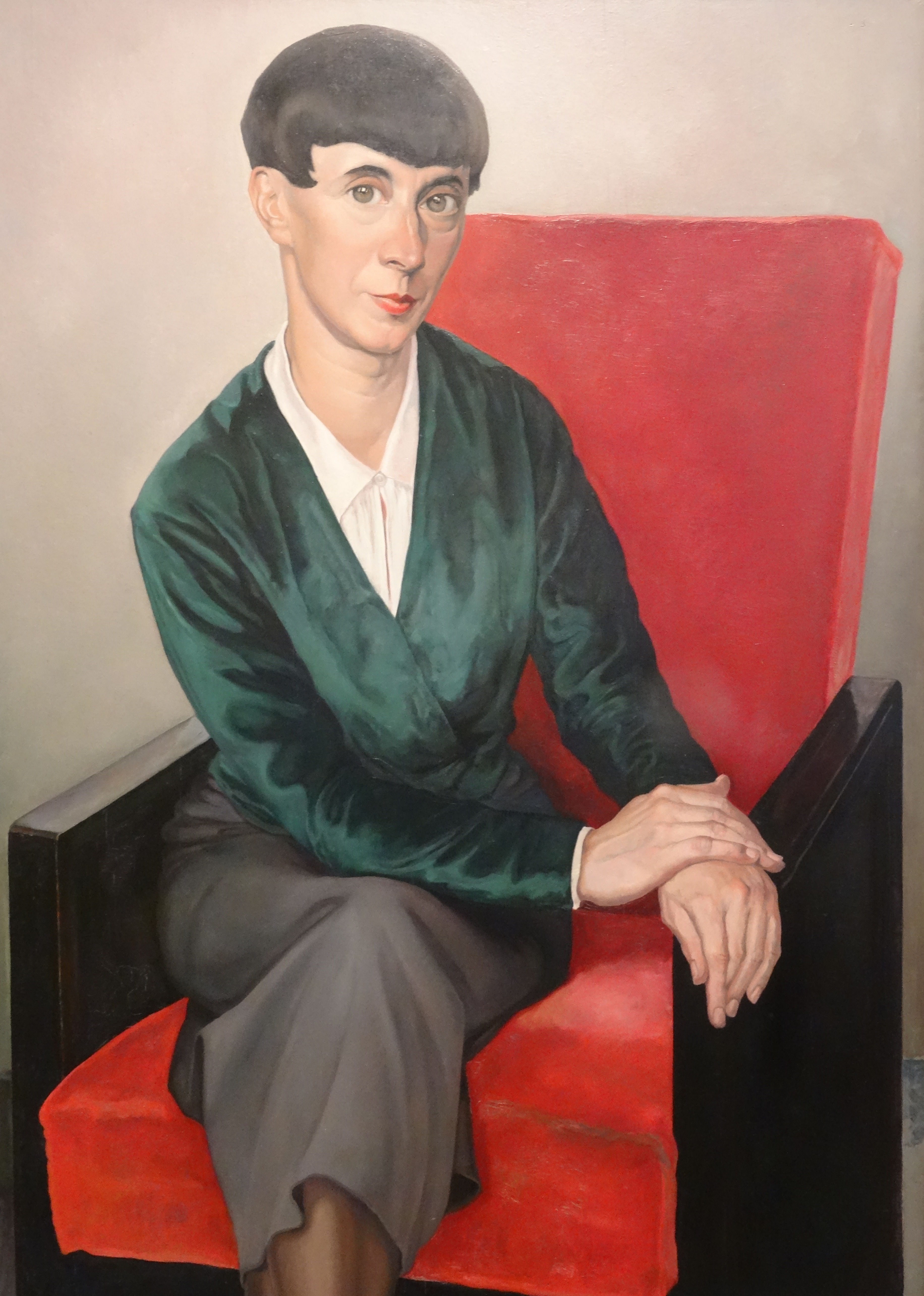
Portrait de Hannah Höch, 1933
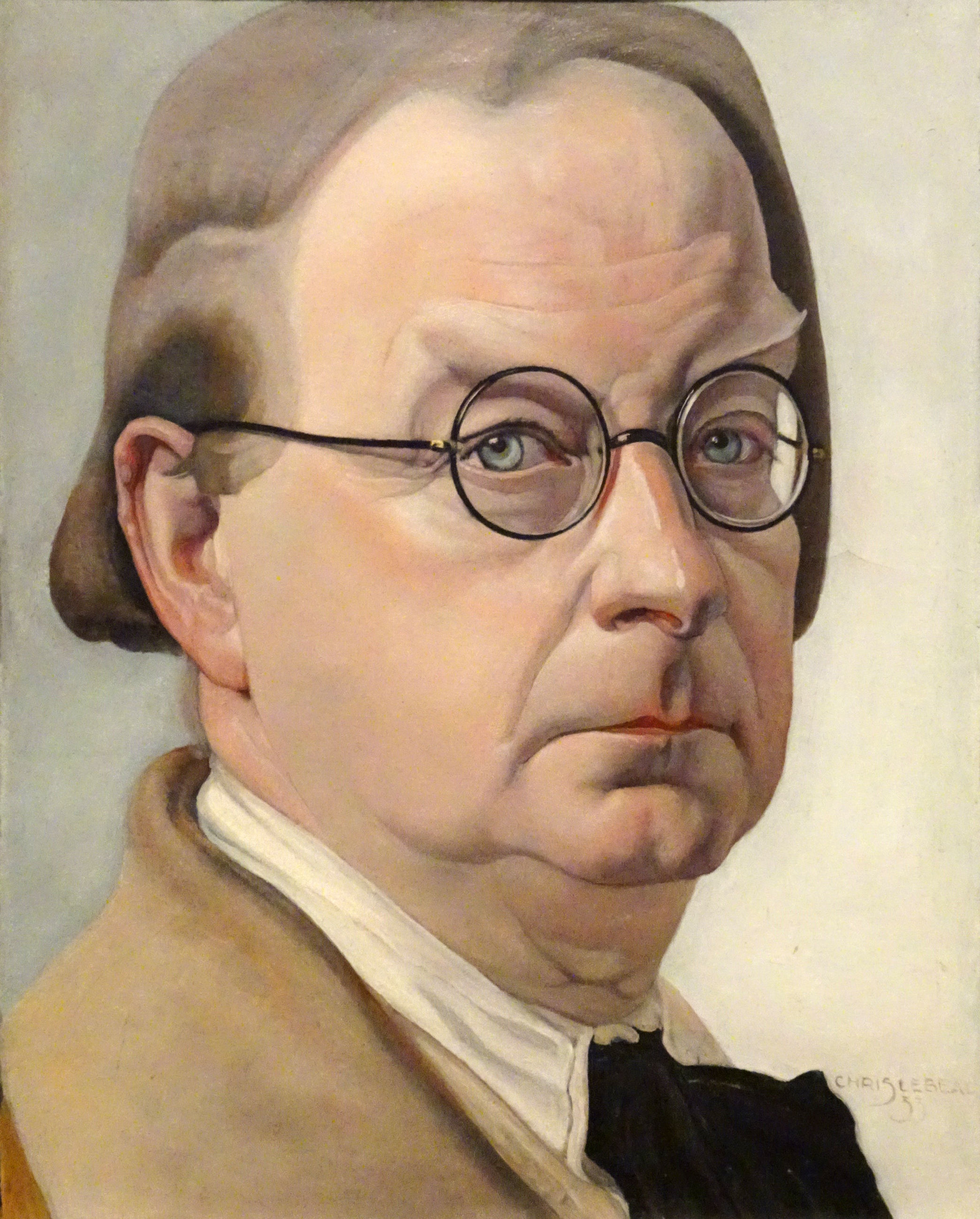
Autoportrait, 1933
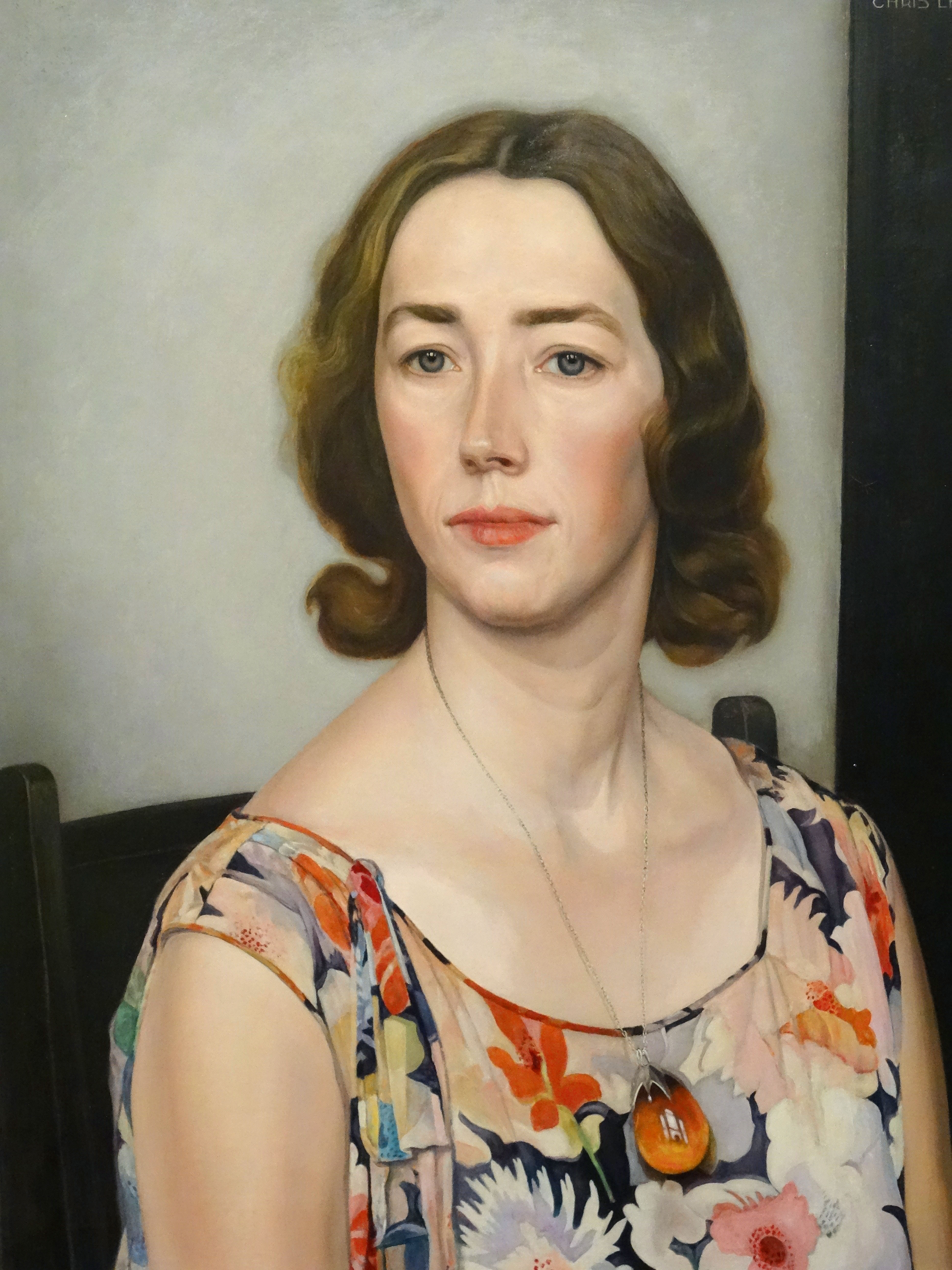
Portrait de Sixta Heddema, 1936
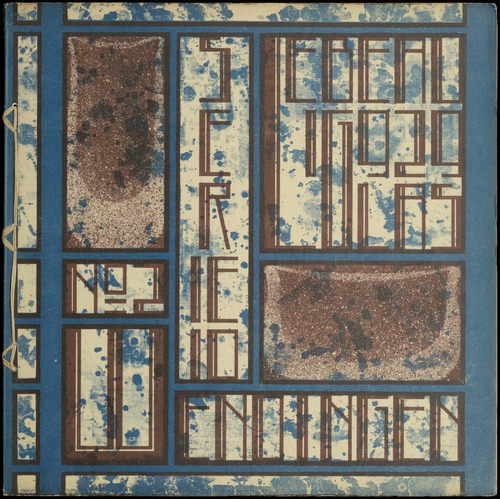
Couverture de Wendingen, 1929
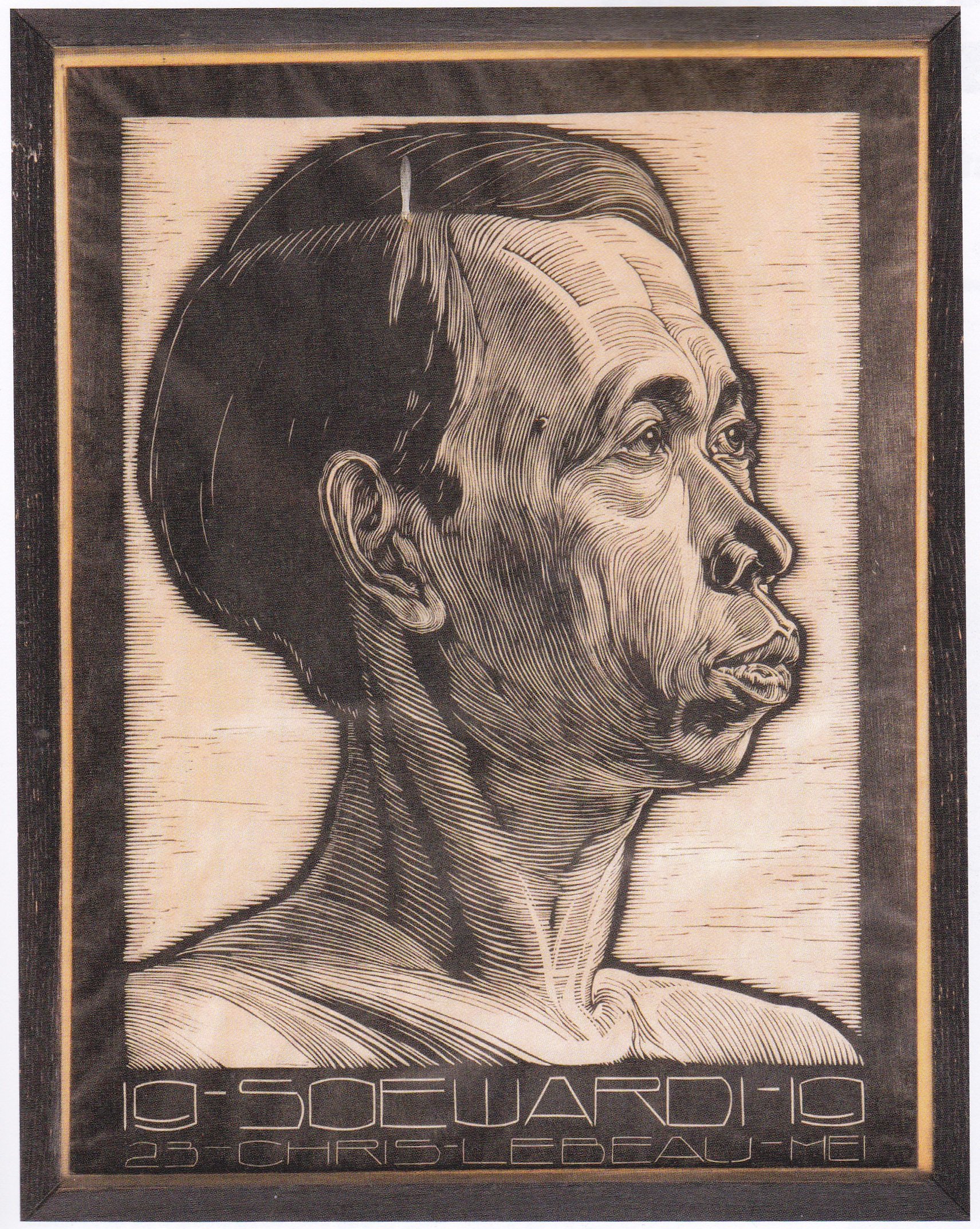
Ki Hajar Dewantara, 1919